# İSAR Vakfı (Стамбульський фонд досліджень і освіти)
Фонд, заснований у 2009 році в Ускюдарі, проводить семінари з арабської мови, ісламських та соціальних наук. Окрім цього, він активно займається дослідницькою діяльністю у таких сферах, як фікх, медицина, політика, економіка, література та хадиси. 

## Цілі ІСАР'a
Основною метою фонду є підтримка талановитих студентів та аспірантів, щоб підготувати їх до викликів сучасного світу. Завдяки цій підтримці будуть сформовані науковці, які глибоко осягнули наукову традицію Сходу, можуть стежити за науковими досягненнями Заходу та переймаються проблемами свого суспільства. Студенти, що отримують підтримку фонду, мають бути готові пропонувати ефективні й професійні рішення для культурних і соціальних викликів країни та світу. У цьому контексті фонд очікує, що студенти глибоко володіють своєю спеціальністю, щоб проводити дослідження на міжнародному рівні та гідно представляти нашу культуру у світовій спільноті.

## Корпоративна інформація
Фонд проводить семінари та дослідницьку діяльність у своєму приміщенні в Ускюдарі з моменту заснування наприкінці 2009 року. Його було створено з метою впровадження нового підходу в підготовці науковців, що відповідав би потребам глобалізованого світу. Цей новий підхід спрямований на розв'язання культурних, інтелектуальних та соціальних викликів сучасності. Успіх науковців, які прагнуть досягти цієї мети, залежить від їхньої здатності поєднувати знання з власної історії, філософії та науки із сучасними дослідженнями в соціальних та гуманітарних науках. На основі цього підходу був заснований Стамбульський фонд досліджень і освіти, щоб передавати ці знання студентам, яких він підтримує під своїм дахом.

## Місія
Мета та завдання ISAR — підготовка науковців та мислителів, здатних запропонувати вирішення актуальних проблем сучасного світу, поєднуючи мусульманську наукову традицію з універсальним баченням.